# Dalibor Karvay
Dalibor Karvay (Martin, 24 de julio de 1985) es un virtuoso violinista eslovaco. 

## Vida
Desde niño mostró un notable talento musical. A la edad de tres años, comenzó a tocar el violín guiado por su padre. Mientras estudiaba en la Escuela Básica de Arte de la localidad eslovaca de Vrútky, realizó varias grabaciones para la radio eslovaca de Bratislava. Completó estudios extraordinarios en el Conservatorio de Žilina con el profesor Bohumil Urban y desde 1999 estudió en el Conservatorio de Viena en la clase del mundialmente famoso profesor Boris Kuschnir. También participó en varias clases magistrales con maestros de renombre: Eduard Grach, Mintscho Mintschev, Herman Krebbers. 
Entre sus logros más significativos se encuentran la victoria en el encuentro de jóvenes músicos de Córdoba (1996), el premio Eurovisión – Gran Premio Joven Músico del Año (2002), el primer puesto en el concurso Tibor Varga (2003), el premio del International Tribune of Young Performers New Talent (2005), la victoria en el concurso David Oistrach de Moscú (2008). 
Destaca también el concierto del Príncipe Carlos de Gales en 2003 en el Castillo de Windsor con la participación de Mstislav Rostropóvich. Ha aceptado repetidamente invitaciones a la Academia Internacional Seiji Ozawa en Suiza. En 2009, recibió el premio del Ministro de Cultura de la Eslovaquia por sus excelentes resultados artísticos y su exitosa representación internacional de las artes escénicas eslovacas. En 2011 la Fundación Tatra Bank le otorgó el premio "Joven Creador" en la categoría de música.
Como solista, colaboró con directores de renombre como Leif Segerstam, Ion Marin, Hiroyuki Iwaki, Jaap van Zweden, Marek Janowski, Alexander Rahbari, Roman Kofman, Benjamin Wallfisch, Ondrej Lenárd, Oliver Dohnányi, Leoš Svárovský y otros. Las orquestas con las que ha tocado como solista incluyen Orquesta Sinfónica de Radio Berlín, Orquesta de Cámara Inglesa, Camerata de Salzburgo, Orchestra Ensemble Kanazawa, Orquesta Filarmónica Checa, Orquesta del Teatro Nacional de Mannheim, Orquesta Sinfónica de la Radio de Viena, Wiener Kammerorchester, Het Gelders Orkest, Solistes Européens, Orquesta Filarmónica de Luxemburgo, Orquesta Filarmónica Eslovaca, Orquesta Sinfónica de la Radio Eslovaca, Orquesta de Cámara Estatal de Žilina y muchas otras. 
También se dedica intensamente a la música de cámara, colaborando con artistas de primer nivel como Radek Baborák, Julian Rachlin, Wenzel Fuchs, Boris Kuschnir, Daniel Buranovský y otros. Desde 2014 ha estado enseñando en Musik und Kunst Privatuniversität der Stadt Wien. 

## Instrumentos
Dalibor Karvay toca un violín hecho por la luthier vienesa Julia Maria Pasch.

## Premios y reconocimientos
- 1993 – Concurso Internacional de Violín Kocián, Ústí nad Orlicí (Concurso Internacional de Violín Kocián) primer premio a los siete años.
- 1994 – Festival de Música Infantil Ján Cikker, Banská Bystrica – primer premio.
- 1996 – Concurso Internacional, Córdoba – primer premio.
- 1996 – Talentarium, Zlín – primer premio.
- 2002 – Concurso Internacional de Jóvenes Músicos de Eurovisión, Berlín – primer premio.
- 2002 – Fidelio-Wettbewerb, Viena – primer premio.
- 2003 – Concurso Internacional de Violín Tibor Varga, Sion – primer premio.
- 2005 – Tribuna Internacional de Jóvenes Intérpretes (UNESCO) en el marco de BHS – primer premio, ganador del premio Nuevo Talento.
- 2008 – Victoria en el concurso David Oistrach en Moscú.
- 2009 – Premio del Ministro de Cultura de la República Eslovaca por excelentes resultados artísticos y exitosa representación internacional de las artes escénicas eslovacas.
- 2011 – Premio de la Fundación Tatra Banka "Joven Creador" en la categoría de música.
- 2017 – Piano de cola de cristal 2016 en la categoría de música.

## Discografía
- Perfil de 1995: Opus 912540-2, EAN 8584019 254026, CD,
- 200? Orquesta de 55 miembros, Golden Violin – Zlaté husle -, CD – (Zlaté husle dirigido por Martin Sleziak, Miroslav Dvorský, Dalibor Karvay, Jiří Stivín )[1]